# Albericus tuberculus
Albericus tuberculus és una espècie de granota que viu a Papua Nova Guinea.